# 四山群島

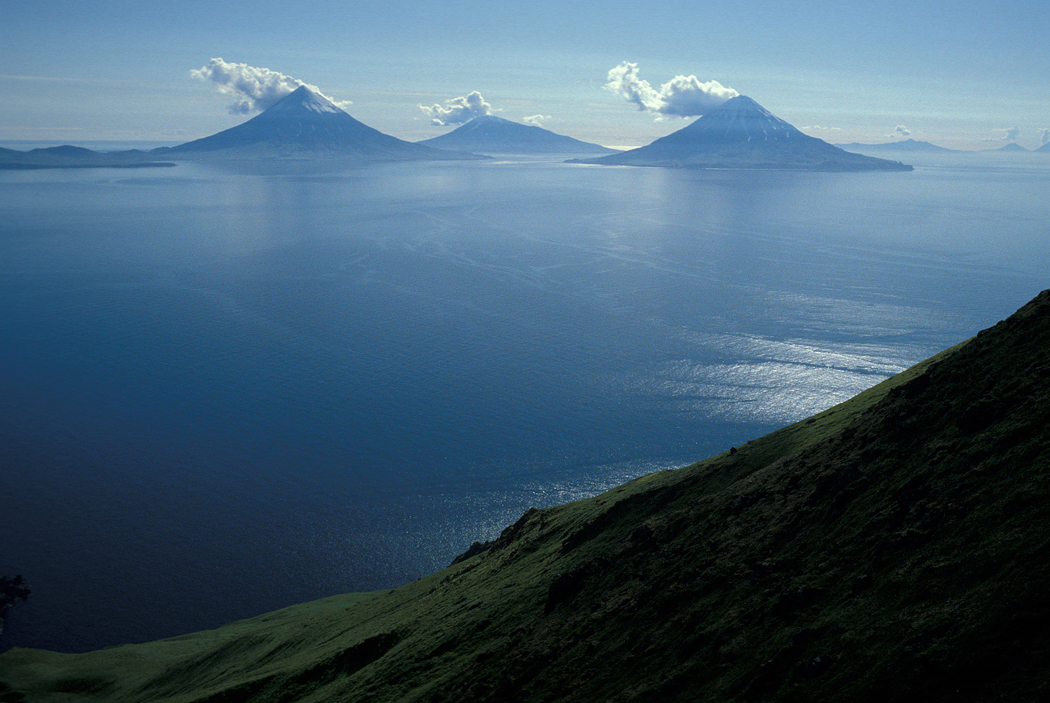
四山群島的島嶼。

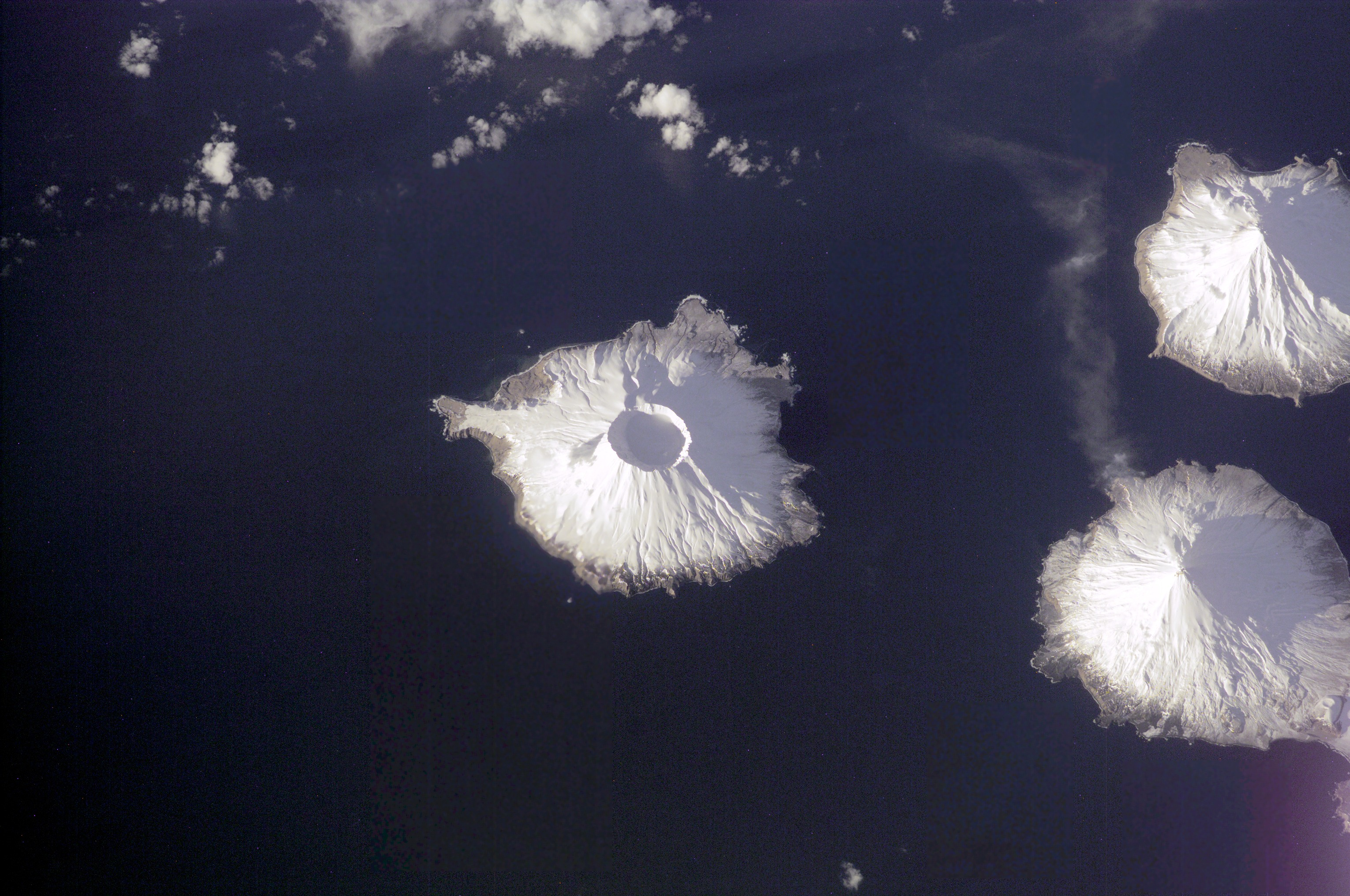
由国际空间站拍攝的四山群島衛星影像。

四山群島（英語：Islands of Four Mountains）是阿留申群島中的一個群島，由美國阿拉斯加州管轄。所有島嶼都無人居住。

## 地理
四山群島主要島嶼由西向東分別是阿穆克塔島、查古拉克岛、尤纳斯卡岛、赫伯特岛、卡萊爾島、楚吉納達克島、尤利亞加島和卡加米爾島。四山群島以西和安德烈亞諾夫群島以阿穆克塔海峽相隔；以東和福克斯群島以薩馬爾加海峽相隔。島嶼總面積545.596平方公里，呈半圓形分佈。最大的兩個島是尤纳斯卡岛和楚吉納達克島。群島上擁有六座火山，當中楚吉納達克島地形主要是活火山卡利夫兰火山（Cleveland）。近年研究顯示：群島上賀伯特（Herbert）、卡萊爾（Carlisle）、卡利夫蘭、塔娜（Tana）、烏利亞加（Uliaga）和卡加米爾（Kagamil）這一系列火山實際上可能是一個更大的破火山口邊緣的一系列相連的噴發口。

## 歷史
該群島名稱來自俄語Четырехсопочные Острова，意思是「四座火山的群島」（Sarichev, 1826, map 3），因為早期俄羅斯探險家發現有四座大型火山位於該群島。阿留申語稱該群島 Unigun（現代阿留申語Uniiĝun）於1940年見於韋尼阿米諾夫神父的報告中。可能是因為只有四到五個早期地圖而造成了名稱的混亂。現在的名稱是基於1894年美國海軍的調查後於1895年美國海軍航道測量局出版的海圖確定的（Chart 8）。